# Avenida de las Américas (Paraná)
La Avenida de las Américas es una de las principales y más importantes arterias de la ciudad de Paraná, Entre Ríos, Argentina. Inicia en la denominada Segunda 5 Esquinas, en la intersección con Boulevard Gdor. Eduardo Racedo y termina cuándo se convierte en la Ruta Provincial 11. Es una carretera de doble mano dividida por una doble línea amarilla, desde su inicio hasta Avenida Ramírez, desde esta pasa a ser una avenida de cuatro arterias, dos centrales con dos carriles rápidos cada una y solo teniendo intersección con otras avenidas sin posibilidad de giro, en ambos extremos dos colectoras para velocidad mínima e intersecciones con otras calles y avenidas, con semáforos, posibilidad de giro y ciclovías.

## Transporte
- Líneas de colectivos urbanos/metropolitanos:
  - 6: Toda su extensión (En ambos sentidos)
  - 10: Desde calle Alejo Peyret hasta Bv. Gdor. Racedo (En sentido sur-norte)
  - 11: Desde calle Crausaz hasta Gral. Sarobe y luego desde Álvarez Condarco hasta Pronunciamiento (Sentido sur-norte). Recorrido de vuelta, desde Pronunciamiento hasta Álvarez Condarco y luego desde Gral. Sarobe hasta calle Lebensohn (Sentido norte-sur)
  - 15: desde Avenida Francisco Ramírez hasta fin del ejido (En ambos sentidos)

- Líneas de colectivos interurbanos/larga distancia:
  - Expreso Diamante: Paraná - Diamante y viceversa.
  - Jovi Bus: Paraná - Gualeguaychú y viceversa.
  - El Indio: Paraná - Diamante y viceversa.
  - CO.D.T.A.: Paraná - Diamante y viceversa.
  - CO.D.T.A.: Paraná - Victoria y viceversa.
  - Libertador: Paraná - Libertador San Martín-Puiggari y viceversa.
  - San José/Rápido Tata: Paraná - Gualeguaychú y viceversa.

## Intersecciones importantes
- Bulevar Gdor. Eduardo Racedo (1600)
- Pronunciamiento (1800/1900)
- El Paracao (2200/2300)
- Gral. José M. Sarobe (2600/2700)
- Dr. Pablo H. Crausaz (3100/3200)
- Avenida Francisco Ramírez (3500/3600)
- Avenida Jorge Newbery (3600/3700)
- Crisólogo Larralde (4000/4100)
- Dr. Ricardo Balbín (4500/4600)
- Juan B. Justo (5000/5100)
- Gral. José G. Artigas (5100/5200)
- Lisandro de la Torre (5400/5500)